# Hushang Ansary

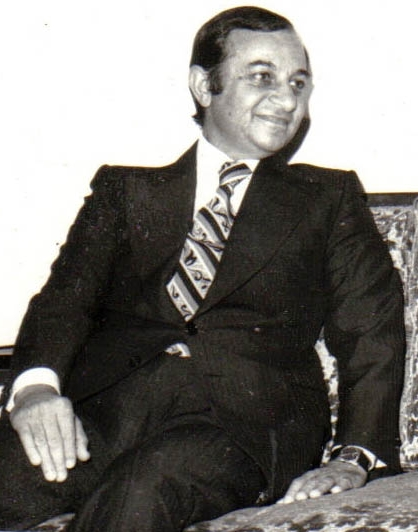
Hushang Ansary

Hushang Ansary (Ahvaz, 1 januari 1926) is een Iraans-Amerikaans politicus, diplomaat en ondernemer.
Ansary was voor de Iraanse Revolutie in 1979 de Perzische ambassadeur in de Verenigde Staten (1967-1969), minister van Toerisme en Informatie (1971-1974) en minister van Financiën (1974-1979). In 1977 was hij ook directeur van het nationale oliebedrijf. Naast zijn politieke carrière was hij ook als ondernemer rijk geworden. Ansary ging met zijn gezin naar de Verenigde Staten en richtte de Parman Group op. In 1986 werd hij Amerikaans staatsburger. Ansary is lid van de  Republikeinse Partij en doneerde meermaals grote bedragen voor verkiezingscampagnes.